# Vernois-lès-Vesvres
Vernois-lès-Vesvres är en kommun i departementet Côte-d'Or i regionen Bourgogne-Franche-Comté i östra Frankrike. Kommunen ligger i kantonen Selongey som tillhör arrondissementet Dijon. År 2022 hade Vernois-lès-Vesvres 156 invånare.

## Befolkningsutveckling
Antalet invånare i kommunen Vernois-lès-Vesvres
Referens:INSEE